# Parnost
Parnost (oznaka P) je fizikalna veličina koja opisuje promjene fizikalnoga sustava prilikom prostornoga zrcaljenja, kada se osi koordinatnoga sustava zamijene osima suprotnoga smjera (na primjer lijevi koordinatni sustav prelazi u desni). Pritom su sustavi parni (pozitivne parnosti, P = +1) ili neparni (negativne parnosti, P = –1), ovisno o tome prelaze li sami u sebe ili u sebi suprotan sustav. Primjerice, jakost električnoga polja je vektor negativne parnosti (P = –1), a jakost magnetskoga polja aksijalni vektor pozitivne parnosti (P = +1), tako da je pločasti električni kondenzator negativne, a električna zavojnica pozitivne parnosti.
U kvantnoj fizici parnost je kvantni broj koji označuje ponašanje valne funkcije prilikom prostornoga zrcaljenja koje zamjenjuje lijevi i desni koordinatni sustav. Budući da stanje sustava ne može ovisiti o tome koristi li se desni ili lijevi koordinatni sustav, transformacija r u – r ostavlja valnu funkciju nepromijenjenom ili joj samo mijenja predznak. Ako se promjenom r u – r valna funkcija ne mijenja, njezina je parnost parna, a ako se predznak valne funkcije mijenja, parnost je neparna. Pojam parnosti uveo je 1927. E. P. Wigner i sve do 1957. smatralo se da za sve procese u prirodi vrijedi zakon očuvanja parnosti, to jest da se ne može razlikovati stvarni događaj od njegove zrcalne slike. Naznake odstupanja od očuvanja parnosti pojavile su se pri procesima slabih raspada elementarnih čestica. Mjerenje kutne razdiobe elektrona (e–) iz uzorka kobaltova izotopa 60Co, kojemu su atomske jezgre bile polarizirane u jakome magnetskom polju primjenom niske temperature, pokazalo je (1957.) da su elektroni emitirani većim dijelom suprotno od smjera nuklearnoga spina. Time je dokazano da parnost u tom procesu nije očuvana. Gotovo istodobna mjerenja kutne razdiobe elektrona nastalih (uz antineutrine ν̄e) raspadom miona, koji nastaju raspadom π-mezona (piona), pokazala su njihovu nesimetričnost pa parnost nije očuvana ni u tom slučaju. Za to otkriće dobili su T.-D. Lee i Ch. N. Yang 1957. Nobelovu nagradu za fiziku.
Očuvanje parnosti dio je mnogo općenitijega teorema (CPT teorem) koji izriče da je invarijantnost s obzirom na kombiniranu transformaciju C (promjena čestica u antičestice), P (inverzija prostora) i T (inverzija vremena), izravna posljedica invarijantnosti prema grupi vlastitih Lorentzovih transformacija. Ako, dakle, nije očuvana parnost P, nije očuvan ni produkt TC i obratno.
Narušavanje parnosti u slabim međudjelovanjima povezano je s činjenicom da se u prirodi pojavljuju samo lijevi neutrini (takozvanog lijevoga heliciteta, kojih je spin usmjeren suprotno od smjera gibanja). Tako standardni model čestica ima različit broj lijevih i desnih temeljnih čestica i time odražava temeljnu razliku lijevog i desnoga. No izbor naziva između lijevog i desnoga ostao je stvar dogovora sve do otkrića procesa (1964.) u kojima je narušena kombinirana CP-simetrija. Riječ je o slabim raspadima s pomoću kojih je moguće apsolutno odrediti što je lijevo i što je desno nego i razlikovati materiju od antimaterije (utvrditi što je čestica, a što antičestica).

## CP-simetrija
CP-simetrija je simetrija zakona fizike s obzirom na zajedničku promjenu naboja i parnosti odnosno zahtjev da se jednako odvijaju procesi u našem svijetu i svijetu koji bi se dobio od njega uzastopnom primjenom prostornog zrcaljenja (P-transformacijom) i zamjenom čestica antičesticama (C-transformacijom). Odstupanje od te simetrije (CP-narušenost) jedan je od preduvjeta za stvaranje viška materije prema antimateriji u svemiru, a time i preduvjet našega postojanja. CP-narušenost otkrivena je u slabim raspadima K-mezona (James Cronin i Val Logsdon Fitch, 1964.), a u novije doba mjeri se i u raspadima B-mezona.

### Slaba nuklearna sila
Slaba nuklearna sila, slaba sila ili slabo međudjelovanje je temeljno međudjelovanje (fundamentalna interakcija) između kvarkova i leptona, jedna od četiriju temeljnih sila, uvedena pri pokušajima objašnjenja β-komponente prirodne radioaktivnosti. Ključni korak za objašnjenje temeljne slabe sile bilo je uvođenje neutrina (1932.), s pomoću kojega je E. Fermi postavio svoju teoriju β-raspada (1934.). Na osnovi slabe sile, koja "pretvara" neutrone u protone i omogućuje nuklearnu fuziju četiriju vodikovih atomskih jezgri u jezgru helija, došlo se do spoznaje procesa koji se odvija u Suncu i kojim se objašnjava podrijetlo energije Sunca: nuklearnim fuzijom kilogram vodika u nešto manje od kilogram helija oslobađa se energija od 6 × 1014 J. 
Ključno je za slabo međudjelovanje bilo otkriće narušenja prostorne parnosti (1956.) i vremenske mikroobrativosti (CP-simetrija), čega nije bilo kod prije istraženog elektromagnetskog i jakoga međudjelovanja (jake nuklearne sile). Prijenosnik slabog međudjelovanja masivni je W bozon (80 GeV), koji se u raspadima elementarnih čestica ponaša kao nabijena slaba električna struja, i masivni Z bozon (91 GeV), pridružen neutralnim slabim strujama. Struktura neutralnih slabih struja bila je ključna za potvrdu elektroslabe teorije, ujedinjenja elektromagnetizma i slabog međudjelovanja kao poopćenja dotadašnjega ujedinjenja elektriciteta i magnetizma. Pritom su uvedeni naboji slabog međudjelovanja, slabi izospin i slabi hipernaboj, pridijeljeni kvarkovima i leptonima koji sudjeluju u slabim međudjelovanjima. Slabo međudjelovanje odlikuje se promjenama kvantnih brojeva okusa, unutar obitelji ili između obitelji kvarkova.